# 33.º Prêmio Angelo Agostini
O 33.º Prêmio Angelo Agostini (também chamado Troféu Angelo Agostini) foi um evento organizado pela Associação dos Quadrinhistas e Caricaturistas do Estado de São Paulo (ACQ-ESP) com o propósito de premiar os melhores lançamentos brasileiros de quadrinhos de 2016 em diferentes categorias.

## História
Nesta edição, ocorreu uma importante mudança em relação à categoria "Mestre do Quadrinho Nacional", que passou a ser escolhida pela comissão organizadora do Prêmio Angelo Agostini e não mais pelo voto dos eleitores. As demais categorias, contudo, continuaram com a votação sendo feita da mesma forma, através do sistema do Google Formulários no site oficial da AQC-ESP, de 15 de dezembro de 2016 a 15 de janeiro de 2017.
A cerimônia, realizada em 28 de janeiro na Biblioteca Latino-Americana Victor Civita, no Memorial da América Latina, homenageou o quadrinista Rodolfo Zalla, falecido em 2016. Em paralelo, ocorreu também a abertura da exposição "Brasil-Argentina", sob a curadoria do brasileiro Bira Dantas e do argentino Cesar Carrizo, reunindo trabalhos de artistas dos dois países. A exposição permaneceu no Memorial até 11 de fevereiro. Também foi realizada uma mesa redonda sobre quadrinhos argentinos.

## Prêmios
| Categoria                    | Vencedores                                                         |
| ---------------------------- | ------------------------------------------------------------------ |
| Mestre do Quadrinho Nacional | Arthur Garcia                                                      |
| Mestre do Quadrinho Nacional | João Gualberto Costa                                               |
| Mestre do Quadrinho Nacional | Sérgio Graciano                                                    |
| Mestre do Quadrinho Nacional | Sidney L. Salustre                                                 |
| Desenhista                   | Mary Cagnin Black Silence                                          |
| Roteirista                   | Alex Mir Segundo Tempo                                             |
| Lançamento                   | Spectrus: Paralisia do Sono Thiago Spyked (Crás)                   |
| Troféu Jayme Cortez          | Ivan Freitas da Costa                                              |
| Fanzine                      | Café Ilustrado Thina Curtis e Fabi Menassi                         |
| Cartunista                   | Carlos Henrique Guabiras                                           |
| Lançamento independente      | Protocolo: A Ordem Elenildo Lopes, Thiago da Silva Mota e Ton Marx |
| Web quadrinho                | Marco e Seus Amigos Tako X e Alessandra Freitas                    |